# Второй Нюрок
Второй Нюрок — река в России, протекает в Кизеловском районе Пермского края. Левая составляющая реки Нюр. Длина реки составляет 20 км.
Исток реки на предгорьях Среднего Урала в 18 км к северо-востоку от центра города Кизел. Река берёт начало из болота Грановское и течёт на юг, петляя по ненаселённой местности среди холмов, покрытых тайгой. Сливается с рекой Первый Нюрок образуя короткую реку Нюр, которая всего через два километра впадает в боковой залив Широковского водохранилища на реке Косьва.

## Данные водного реестра
По данным государственного водного реестра России относится к Камскому бассейновому округу, водохозяйственный участок реки — Кама от города Березники до Камского гидроузла, без реки Косьва (от истока до Широковского гидроузла), Чусовая и Сылва, речной подбассейн реки — бассейны притоков Камы до впадения Белой. Речной бассейн реки — Кама.
Код объекта в государственном водном реестре — 10010100912111100008724.